# Басен Ґурнічи (станція швидкісного трамвая)
53°23′58.7″ пн. ш. 14°35′57.6″ сх. д. / 53.399639° пн. ш. 14.599333° сх. д.
«Басен Ґурнічи» — станція Щецинського швидкісного трамвая, розташована між станціями «Меркатора» і «Хангарова». Відкрита в 1973 році. Поруч розташована зупинка трамваїв № 2, № 7 і № 8.

## Опис
Станція це розворотне кільце. Усередині кільця є дві платформи — для посадки та для висадки пасажирів. Посадкова та висадкова платформа має дашок. Вихід до міста здійснюється через надземний пішохідний перехід на обидві боки лінії.